# Kulturmiljöer i Norge

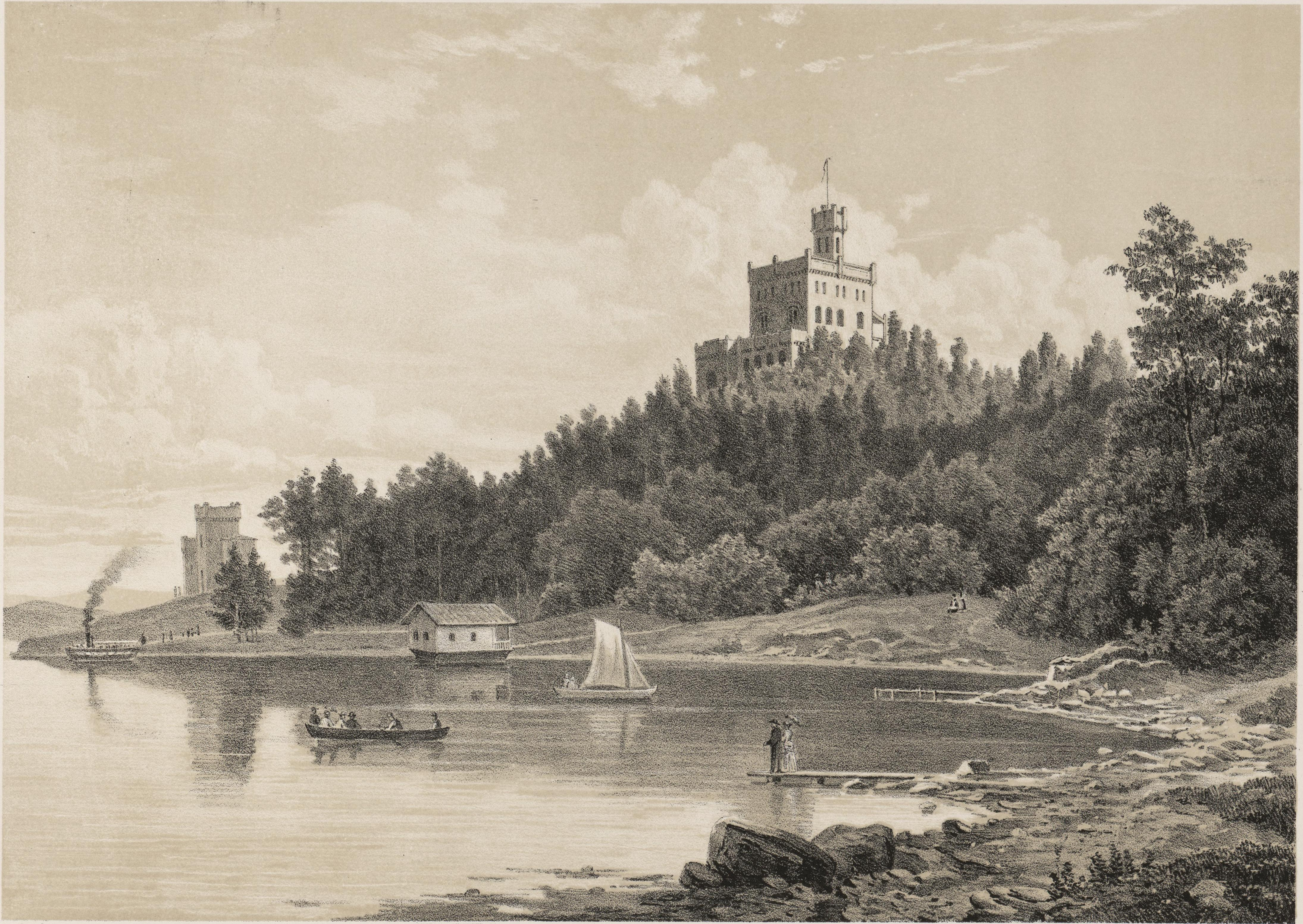
Oscarshall, Bygdøy

Kulturmiljø är i Norge enligt paragraf 2 i den norska kulturminneloven definierat som "områden där kulturminnen ingår som del av en större helhet eller sammanhang".
I början av 2021 hade beslut fattats om att skydda tolv kulturmiljöer i Norge. De senaste kulturmiljöerna som har ändrat status från tills vidare-skydd till permanent skydd  år Levanger i Nord-Trøndelag (2016), Ny-Hellesund i Vest-Agder (2018) och Skudeneshavn i Rogaland (2018).
Per 2021 utreder Riksantikvaren kulturskyddsstatus för Henningsværs kulturmiljø i Nordland.

## Lista
| Kulturmiljö                   | Plats          | Fylke          | År för beslut | Bild                                  | Koordinater                                                 |
| ----------------------------- | -------------- | -------------- | ------------- | ------------------------------------- | ----------------------------------------------------------- |
| Havrå                         | Osterøy kommun | Hordaland      | 1998          | Havretunet, Osterøy kommun, Hordaland | 60°26′22.58″N 5°34′32.15″Ö / 60.4396056°N 5.5755972°Ö       |
| Utstein kulturmiljø           | Rennesøy       | Rogaland       | 1999          |                                       | 59°6′10″N 5°35′26″Ö / 59.10278°N 5.59056°Ö                  |
| Skoltebyen Neiden             | Sør-Varanger   | Finnmark       | 2000          |                                       | 69°41′45″N 29°22′38″Ö / 69.69583°N 29.37722°Ö               |
| Kongsberg Sølvverk            | Kongsberg      | Buskerud       | 2003          |                                       | 59°37′58″N 09°35′58″Ö / 59.63278°N 9.59944°Ö)]              |
| Sogndalstrand                 | Sokndal        | Rogaland       | 2005          | Sogndalstrand, Rogaland               | 58°19′19″N 6°17′4″Ö / 58.32194°N 6.28444°Ö                  |
| Birkelunden                   | Oslo           |                | 2006          | Birkelunden, Oslo                     | 59°55′35.152″N 10°45′36.360″Ö / 59.92643111°N 10.76010000°Ö |
| Sør-Gjæslingan                | Vikna          | Nord-Trøndelag | 2010          |                                       | 64°44′23.248″N 10°46′53.530″Ö / 64.73979111°N 10.78153611°Ö |
| Bygdøy kulturmiljø            | Oslo           |                | 2012          |                                       | 59°54′21.388″N 10°40′47.687″Ö / 59.90594111°N 10.67991306°Ö |
| Tinfos                        | Notodden       | Telemark       | 2014          |                                       | 59°33′38″N 9°15′36″Ö / 59.56056°N 9.26000°Ö                 |
| Ny-Hellesund kulturmiljö      | Kristiansand   | Agder          | 2016          |                                       | 58°03′14″N 7°49′56″Ö / 58.05389°N 7.83222°Ö                 |
| Levanger centrums kulturmiljö | Levanger       | Trøndelag      | 2018          |                                       | 63°44′45″N 11°17′59″Ö / 63.74583°N 11.29972°Ö               |
| Skudeneshavns kulturmiljö     | Karmøy kommun  | Rogaland       | 2018          |                                       | 59°09′01″N 5°15′35″Ö / 59.150278°N 5.259722°Ö               |